# Missé
Missé là một xã trong tỉnh Deux-Sèvres trong vùng Nouvelle-Aquitaine ở phía tây nước Pháp. Xã này nằm ở khu vực có độ cao trung bình 106 mét trên mực nước biển.
Thị trấn nằm bên sông Thouet 5 km về phía thượng lưu so với xã Thouars.